# Périgueux
Périgueux (okcitansko Peireguers, Periguers) je mesto in občina v jugozahodni regiji Nova Akvitanija, prefektura upravnega departmaja Dordogne-A, v departmaju Notainequivelle v jugozahodni Franciji. Leta 2021 je mesto imelo 29.516 prebivalcev.
Périgueux je prefektura Dordogne in glavno mesto Périgord. Je tudi sedež rimskokatoliške škofije.

## Geografija
Kraj leži v pokrajini Périgord ob velikem okljuku reke Isle, 129 km severovzhodno od središča regije Bordeauxa na nadmorski višini približno 90 m.
Périgueux ima oceansko podnebje (Köppen Cfb) s toplimi in vročimi poletji in hladnimi do blagimi zimami. Za blago podnebje je odgovoren znaten vpliv zalivskega toka na Biskajski zaliv proti zahodu. Tako nastali morski zrak segreva zime, hkrati pa seže dovolj daleč v notranjost, da v povprečju povzroči topla poletja.

## Uprava
Kantoni Périgueux so upravne enote departmaja Dordogne v jugozahodni Franciji. Od reorganizacije francoskega kantona, ki je začela veljati marca 2015, je mesto Périgueux razdeljeno na 2 kantona. Njun sedež je v Périgueuxu.
| Name                  | Population (2019) | Cantonal Code |
| --------------------- | ----------------- | ------------- |
| Canton of Périgueux-1 | 15,516            | 2414          |
| Canton of Périgueux-2 | 14,380            | 2415          |

Le Grand Périgueux je communauté d'agglomération, medskupnostna struktura s središčem v mestu Périgueux. Je v departmaju Dordogne v regiji Nova Akvitanija v jugozahodni Franciji. Ustanovljena je bila januarja 2014. Njen sedež je v Périgueuxu. Njena površina je 993,3 km². Prebivalcev je bilo leta 2017 103.576, od tega 29.966 v ožjem Périgueuxu. Communauté d'agglomération sestavlja naslednjih 43 občin:
1. Agonac
2. Annesse-et-Beaulieu
3. Antonne-et-Trigonant
4. Bassillac et Auberoche
5. Boulazac Isle Manoire
6. Bourrou
7. Chalagnac
8. Champcevinel
9. Chancelade
10. La Chapelle-Gonaguet
11. Château-l'Évêque
12. Cornille
13. Coulounieix-Chamiers
14. Coursac
15. Creyssensac-et-Pissot
16. La Douze
17. Église-Neuve-de-Vergt
18. Escoire
19. Fouleix
20. Grun-Bordas
21. Lacropte
22. Manzac-sur-Vern
23. Marsac-sur-l'Isle
24. Mensignac
25. Paunat
26. Périgueux
27. Razac-sur-l'Isle
28. Saint-Amand-de-Vergt
29. Saint-Crépin-d'Auberoche
30. Saint-Geyrac
31. Saint-Mayme-de-Péreyrol
32. Saint-Michel-de-Villadeix
33. Saint-Paul-de-Serre
34. Saint-Pierre-de-Chignac
35. Salon
36. Sanilhac
37. Sarliac-sur-l'Isle
38. Savignac-les-Églises
39. Sorges et Ligueux en Périgord
40. Trélissac
41. Val de Louyre et Caudeau
42. Vergt
43. Veyrines-de-Vergt

## Zgodovina
Ime Périgueux izvira iz Petrocorii, latinizacije keltske besede, ki pomeni 'štiri plemena' - Galci, ki so območje obvladovali pred rimskim osvajanjem. Leta 200 pred našim štetjem so Petrocorii prišli s severa in se naselili v Périgueuxu ter ustanovili tabor v La Boissièru. Périgueux je bilo glavno mesto keltskega plemena Petrocorii. Po rimski invaziji leta 52 pr. n. št. so zapustili to postojanko in se uveljavili na ravnici L'Isle, nastalo je mesto Vesunna. To rimsko mesto je bilo na koncu okrašeno s stavbami, kot so templji, kopeli, amfiteater in forum. Konec 3. st. je bilo rimsko mesto obdano z obzidjem in dobilo ime Civitas Petrocoriorum.
V 10. stoletju je bila okoli samostana poleg starega galo-rimskega mesta zgrajena Le Puy-Saint-Front. Okoli leta 1182 je bilo organizirano v občino.
Kraj je z združitvijo dveh naselij, mesta Vesune (La Cité) in Puy-Saint-Fronta (Le Bourg), v letu 1240 postal glavno mesto grofije Périgord. 
Med stoletno vojno je bil zaradi bližnje meje med Anglijo in Francijo na reki Dordogne prizorišče številnih bojev, prav tako za časa verskih vojn.
Leta 1669 so škofijo prenesli iz dotedanje stolnice sv. Štefana na stolnico sv. Fronta. Njeno geslo je Fortitudo mea civium fides ('Moja moč je v zvestobi mojih meščanov').
V letu 1940 so v Périgueux evakuirali veliko Alzačanov in Judov iz Alzacije.
Grb kraja je sestavljen iz treh stolpov, opremljenih s strelnimi linami. Na vrhu srednjega je fleur-de-lys (lilijin cvet).
Simone Mareuil (glavna igralka iz nadrealističnega filma Un Chien Andalou) je 24. oktobra 1954 izvedla samosežig, tako da se je polila z bencinom in zažgala do smrti na javnem trgu v Périgueuxu.

## Znamenitosti
Périgueux je na seznamu francoskih umetnostno-zgodovinskih mest. Znamenitosti so:
- ostanki rimskega amfiteatra (lokalno imenovan arènes romaines), katerega središče je spremenjeno v zeleni park z vodnim vodnjakom; ostanki templja galske boginje Vesunne; in razkošna rimska vila, imenovana Domus Vesunna, zgrajena okoli vrtnega dvorišča, obdanega s kolonadnim peristilom, ki je zdaj nameščen v Gallo-rimskem muzeju Vesunna;
- Stolnica sv. Fronta, zgrajena po letu 1120, obnovljena v 19. stoletju, je na seznamu UNESCOve svetovne kulturne dediščine kot del romarske poti v Santiago de Compostelo (Via Lemovicensis);
- nekdanja stolnica, romanska cerkev sv. Štefana iz 11. in 12. stoletja; je na seznamu zgodovinskih spomenikov od leta 1840. V starem Civitas Petrucoriorum, galsko-rimskem mestu Petrocores, je na mestu antičnega templja, posvečenega bogu Marsu, na začetku 6. stoletja škof Chronope II. zgradil prvo cerkev v Périgueuxu. Postala je prva stolnica v mestu. Sprva je imela enojno ladjo s tremi kvadratnimi polji, ploščatim korom in dvema kupolama. Na vrhuncu je vsebovala štiri kupole in zvonik pred prvim uničenjem. Cerkev vsebuje nekaj izjemnih kosov opreme.
- cerkev sv. Jurija (zgradil jo je med letoma 1852 in 1870 francoski arhitekt Paul Abadie. Kot župnija je bila postavljena leta 1869);
- cerkev sv. Martina; sedanja cerkev, četrta v Périgueuxu, je bila zgrajena med letoma 1870 in 1875 po načrtih arhitekta Antoina Lamberta (1839-1919), ki ga je odobril Paul Abadie;
- cerkev sv. Janeza in Karla v okrožju Toulon, je bila zgrajena med letoma 1879 in 1892 in je bila prvotno prizidana kapela cerkve sv. Martina. Postavljena je bila kot župnija leta 1907, njen zvonik je bil dodan leta 1911;
- samostan sv. Marte;
- umetnostno-zgodovinski muzej;
- neoklasicistična sodna palača.

- Tour de Vésone
- Cerkev Saint-Étienne-de-la-Cité
- Cerkev sv. Jurija
- Cerkev sv. Martina
- Cerkev sv. Janeza in Karla
- Eschif de Creyssac, nekdanja hiša nočnega čuvaja

## Pobratena mesta
Périgueux je pobraten z:
- Amberg (Bavarska, Nemčija)